# Liste des circonscriptions législatives de la Charente-Maritime
Le département français de la Charente-Maritime est, sous la Cinquième République, constitué de cinq circonscriptions législatives, ce nombre étant stable depuis 1958. Leurs limites ont été redéfinies lors du redécoupage de 1986, mais n'ont pas été affectées par celui de 2010, en vigueur à compter des élections législatives de 2012.

## Présentation
Par ordonnance du 13 octobre 1958 relative à l'élection des députés à l'Assemblée nationale, le département de la Charente-Maritime est constitué de cinq circonscriptions électorales.
Lors des élections législatives de 1986 qui se sont déroulées selon un mode de scrutin proportionnel à un seul tour par listes départementales, le nombre de cinq sièges de la Charente-Maritime a été conservé.
Le retour à un mode de scrutin uninominal majoritaire à deux tours en vue des élections législatives suivantes, a maintenu ce nombre de cinq sièges,, selon un nouveau découpage électoral.
Le redécoupage des circonscriptions législatives réalisé en 2010 et entrant en application à compter des élections législatives de juin 2012, n'a modifié ni le nombre ni la répartition des circonscriptions de la Charente-Maritime.

## Composition des circonscriptions

### Composition des circonscriptions de 1958 à 1986
À compter de 1958, le département de la Charente-Maritime comprend cinq circonscriptions.
- 1re circonscription : Ars, Saint-Martin-de-Ré, Marans, La Rochelle-Est, La Rochelle-Ouest, La Jarrie.
- 2e circonscription : Courçon, Aigrefeuille, Surgères, Rochefort-Nord, Rochefort-Sud, Tonnay-Charente.
- 3e circonscription : Loulay, Aulnay, Tonnay-Boutonne, Saint-Jean-d'Angély, Matha, Saint-Savinien, Saint-Hilaire,  Saint-Porchaire, Burie.
- 4e circonscription : Saintes-Nord, Saintes-Sud, Pons, Archiac, Saint-Genis, Jonzac, Mirambeau, Montendre, Montlieu, Montguyon.
- 5e circonscription : Saint-Pierre-d'Oléron, Le Château-d'Oléron, Saint-Agnant, Marennes, La Tremblade, Royan, Saujon, Gémozac, Cozes,

### Composition des circonscriptions depuis 1988
À compter du découpage de 1986, le département de la Charente-Maritime comprend cinq circonscriptions regroupant les cantons suivants :
- 1re circonscription : Ars-en-Ré, La Rochelle-I, La Rochelle-II, La Rochelle-III, La Rochelle-IV, La Rochelle-V, La Rochelle-VI, La Rochelle-VII, La Rochelle-VIII, La Rochelle-IX, Saint-Martin-de-Ré.
- 2e circonscription : Aigrefeuille-d'Aunis, Aytré, Courçon, La Jarrie, Marans, Rochefort-Centre, Rochefort-Nord, Rochefort-Sud, Surgères.
- 3e circonscription : Aulnay, Burie, Loulay, Matha, Saint-Hilaire-de-Villefranche, Saint-Jean-d'Angély, Saint-Savinien, Saintes-Est (sauf communes de Colombiers et La Jard), Saintes-Nord, Saintes-Ouest, Tonnay-Boutonne.
- 4e circonscription : Archiac, Cozes, Gémozac, Jonzac, Mirambeau, Montendre, Montguyon, Montlieu-la-Garde, Pons, Royan-Est, Saint-Genis-de-Saintonge.
- 5e circonscription : Le Château-d'Oléron, Marennes, Royan-Ouest, Saint-Agnant, Saint-Pierre-d'Oléron, Saint-Porchaire, Saujon, Tonnay-Charente, La Tremblade.

À la suite du redécoupage des cantons de 2014, les circonscriptions législatives ne sont plus composées de cantons entiers mais continuent à être définies selon les limites cantonales en vigueur en 2010. Les circonscriptions sont ainsi composées des cantons actuels suivants :
- 1re circonscription : cantons d'Aytré (sauf commune d'Aytré), Ile de Ré, Lagord, La Rochelle-1, La Rochelle-2 et La Rochelle-3
- 2e circonscription : cantons de Châtelaillon-Plage, La Jarrie, Marans, Rochefort et Surgères, communes d'Aytré, Breuil-Magné, Loire-les-Marais et Vergeroux
- 3e circonscription : cantons de Chaniers, Matha, Saint-Jean-d'Angély, Saintes et Thénac (8 communes), communes d'Ecurat, Nieul-lès-Saintes et Saint-Georges-des-Coteaux.
- 4e circonscription : cantons de Jonzac, Pons, Royan (partie est de la commune de Royan et commune de Saint-Georges-de-Didonne), Saintonge Estuaire, Thénac (12 communes) et Les Trois Monts, commune de Semussac
- 5e circonscription : cantons de l'Ile d'Oléron, Marennes, Royan (partie ouest de la commune de Royan et commune de Vaux-sur-Mer), Saint-Porchaire (sauf communes d'Ecurat, Nieul-lès-Saintes et Saint-Georges-des-Coteaux), Saujon (sauf commune de Semussac), Thénac (5 communes),Tonnay-Charente (sauf communes de Breuil-Magné, Loire-les-Marais et Vergeroux) et La Tremblade